# Dmitri Sasin
Dmitri Andreyevich Sasin (tiếng Nga: Дмитрий Андреевич Сасин; sinh ngày 21 tháng 8 năm 1996) là một cầu thủ bóng đá người Nga. Anh thi đấu cho F.K. Tom Tomsk.

## Sự nghiệp câu lạc bộ
Anh ra mắt chuyên nghiệp tại Giải bóng đá chuyên nghiệp quốc gia Nga cho FC Tom-2 Tomsk vào ngày 19 tháng 7 năm 2014 trong trận đấu với FC Yakutiya Yakutsk.
Anh ra mắt tại Giải bóng đá ngoại hạng Nga cho F.K. Tom Tomsk vào ngày 3 tháng 3 năm 2017 trong trận đấu với F.K. Rostov.